# Marey
Marey ist eine französische Gemeinde mit 71 Einwohnern (Stand: 1. Januar 2022) im Département Vosges in der Region Grand Est. Sie gehört zum Arrondissement Neufchâteau und zum Gemeindeverband Les Vosges côté Sud-Ouest.

## Geografie

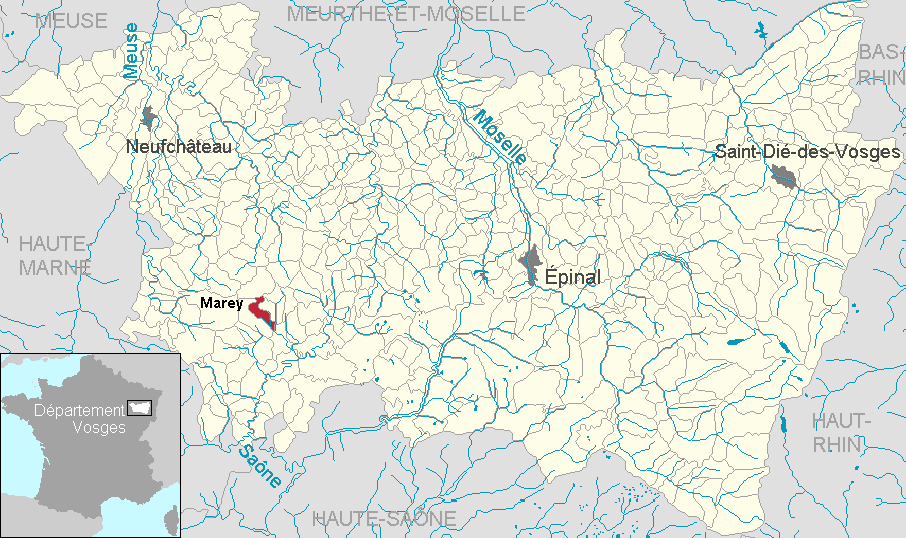
Lage der Gemeinde Marey im Département Vosges

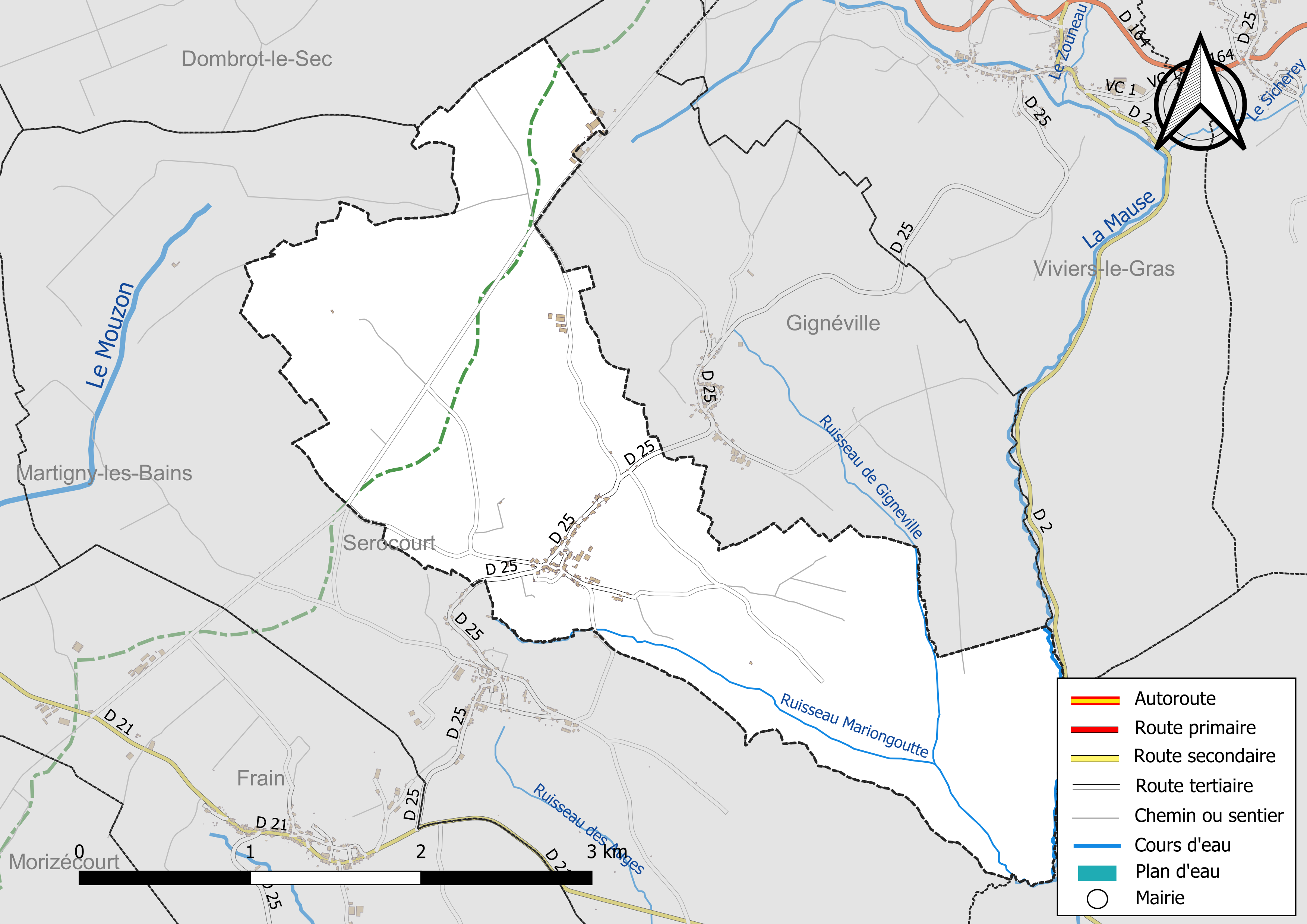
Gewässer und Straßen der Gemeinde

Die Gemeinde Marey liegt etwa 12 Kilometer südsüdwestlich von Vittel und etwa 44 Kilometer westsüdwestlich von Épinal im äußersten Südwesten Lothringens. Drei Kilometer nordwestlich von Marey verläuft die Maas-Saône-Wasserscheide. Hier liegt mit dem Côte de Hautmont (497 m) eine der höchsten Erhebungen zwischen dem Plateau von Langres und den Vogesen. Die Gemeinde liegt teilweise im Einzugsgebiet des Rheins und teilweise im Einzugsgebiet der Rhône. Sie wird vom Flüsschen Mause und seinen Zuflüssen Ruisseau de Gigneville und Ruisseau Mariongoutte entwässert. Über zwei Drittel der Fläche der Gemeinde werden landwirtschaftlich genutzt.
Nachbargemeinden von Marey sind Dombrot-le-Sec im Norden, Gignéville und Viviers-le-Gras im Nordosten, Bleurville im Südosten sowie Serocourt im Südwesten und Westen.

## Bevölkerungsentwicklung
| Jahr      | 1962 | 1968 | 1975 | 1982 | 1990 | 1999 | 2011 | 2021 |
| --------- | ---- | ---- | ---- | ---- | ---- | ---- | ---- | ---- |
| Einwohner | 123  | 116  | 119  | 109  | 101  | 78   | 70   | 68   |

In den Jahren 1836 und 1841 wurde mit jeweils 377 Bewohnern die bisher höchste Einwohnerzahl ermittelt. Die Zahlen basieren auf den Daten von cassini.ehess und INSEE.

## Sehenswürdigkeiten
- Kirche Mariä Geburt (Église de la Nativité de Notre-Dame)
- Zwei Waschhäuser (Lavoirs)

Kirche Nativité de Notre-Dame
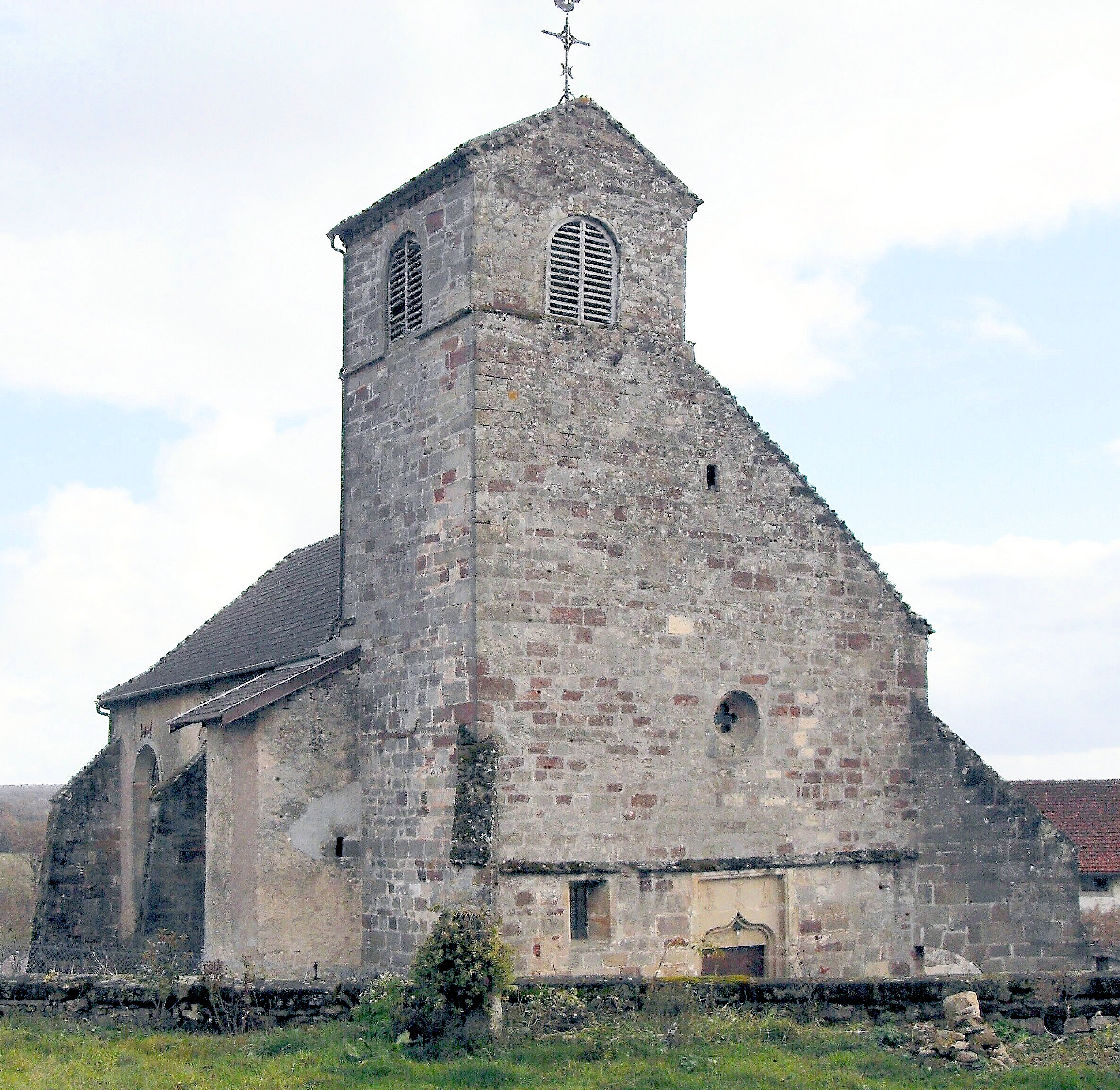
Westseite
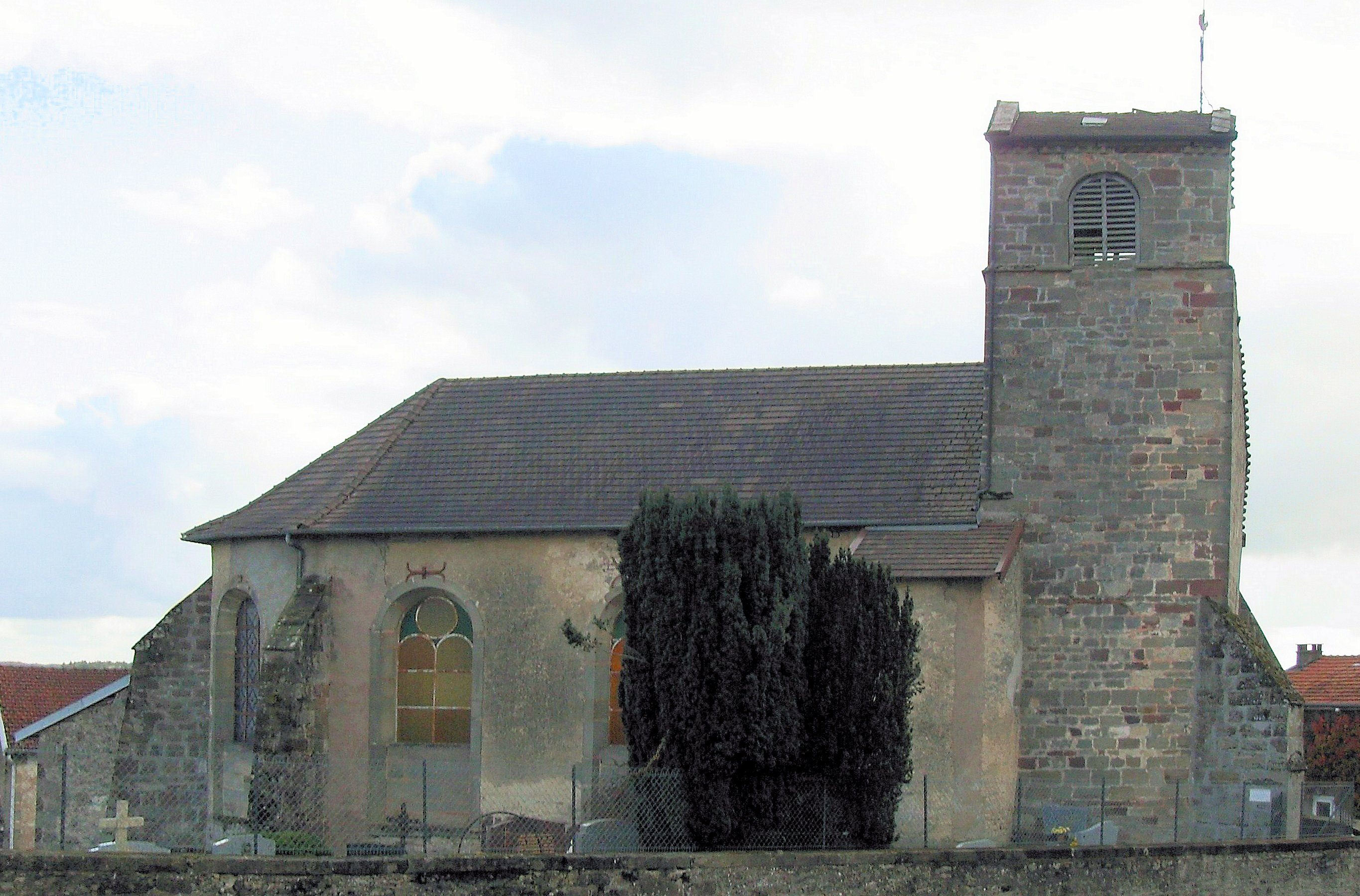
Nordseite

Waschhäuser in Marey
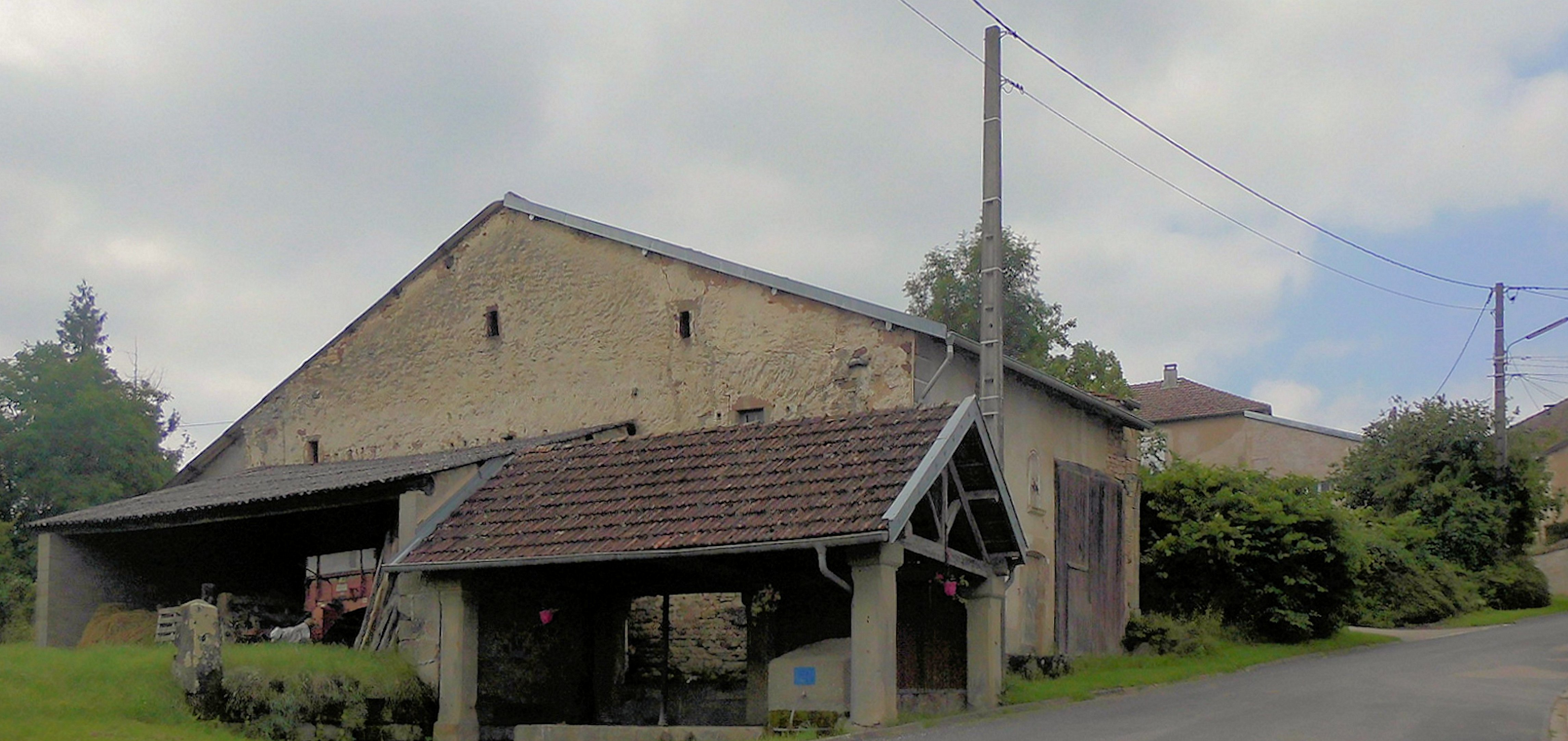
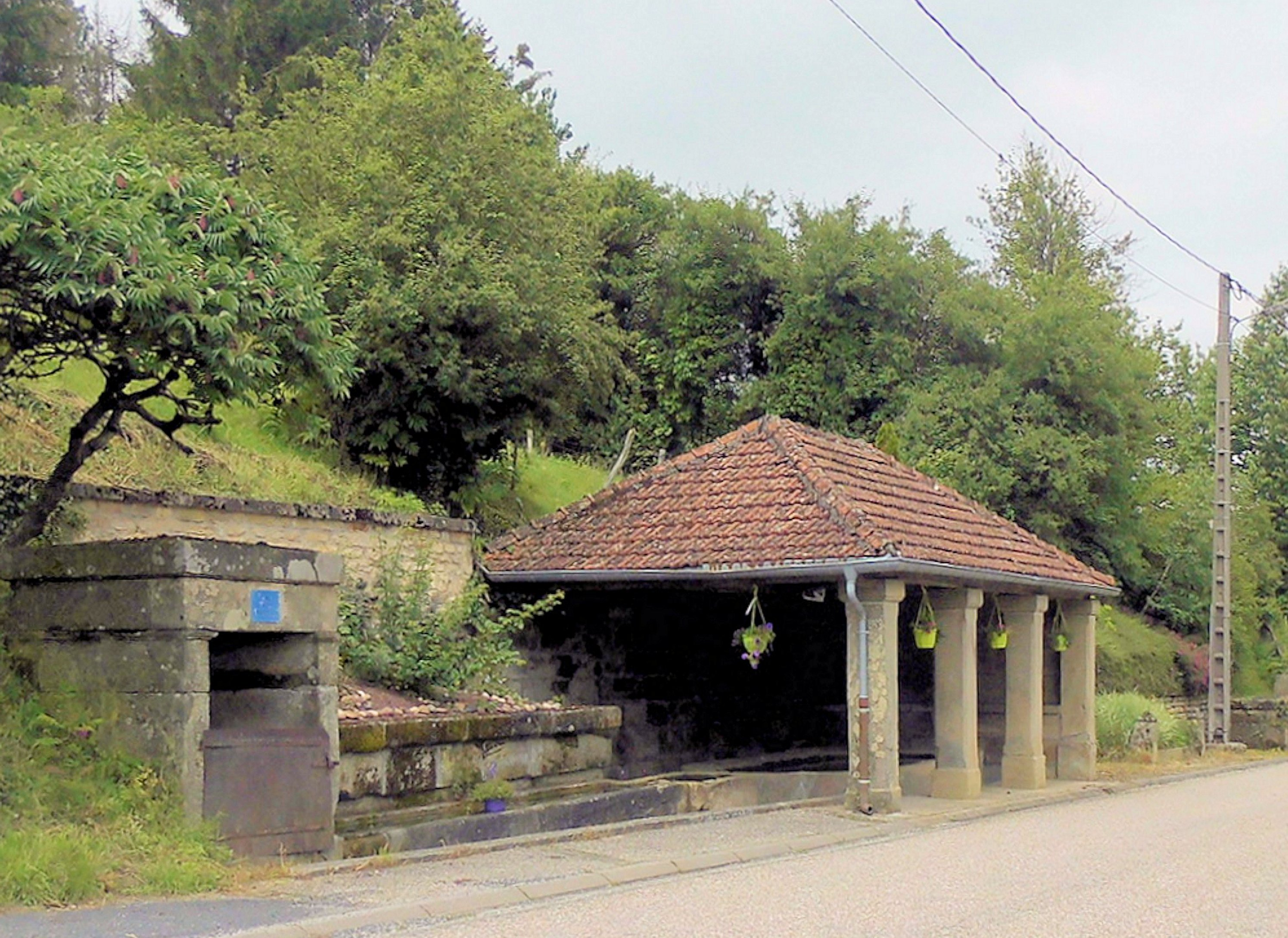

## Wirtschaft und Infrastruktur
In Marey sind sechs Landwirtschaftsbetriebe ansässig (Milchwirtschaft, Pferde- und Rinderzucht, Schaf- und Ziegenhaltung).
Nach Schließung der Grundschulen in Marey und weiteren kleinen Dörfern der Umgebung entwickelte sich Lamarche zum zentralen Grundschulstandort.
Marey liegt abseits der überregional bedeutenden Verkehrswege. Es bestehen Straßenverbindungen nach Gignéville und Serocourt. Der Bahnhof im 7,5 Kilometer entfernten Martigny-les-Bains liegt an der Bahnstrecke Merrey–Hymont-Mattaincourt.

## Belege
1. ↑  Marey auf cassini.ehess
2. ↑  Marey auf INSEE
3. ↑  Landwirtschaftsbetriebe auf annuaire-mairie.de (französisch)
4. ↑  Lamarche, Gemeinderatssitzung im August 2010 (französisch)